# Steven L. Rosenhaus
Steven L. Rosenhaus (Brooklyn, 23 juli 1952) is een Amerikaans componist, muziekpedagoog, dirigent, zanger, gitarist, mandolinist.

## Levensloop
Rosenhaus studeerde aan het Queens College van de City University of New York en behaalde aldaar zijn Bachelor of Music en later ook zijn Master of Musical Arts. Aansluitend wisselde hij aan de Universiteit van New York - Departement of Music and Performing Arts Professions en promoveerde tot Ph.D. (Philosophiæ Doctor) met de proefschrift "Harmonic Motion in George Perle's Wind Quintet No.4.". Tot zijn leraren behoorden onder anderen George Perle en Hugo Weisgall. Naast compositie studeerde hij ook orkestdirectie onder andere bij Paul Rudoff en in 1995 aan het "Conductor's Institute" bij Paul Vermel en Donald Portnoy.
Sinds september 1992 is hij Adjunct Assistant Professor aan de Universiteit van New York - Departement of Music and Performing Arts Professions en doceert compositie en binnen het "Music Business program" ook Introduction to Music Publishing and Printing, waarover hij in eigen uitgave ook een boek publiceert heeft. Verder is hij lid van de faculteit aan de Nassau Community College en leert onder andere liederen-compositie en geschiedenis van de rockmuziek.
Hij is een gevraagd dirigent, vooral bij de premières van eigen werk. Zo was hij onder andere gastdirigent bij de United States Navy Band in Washington, D.C., bij de United States Naval Academy Band in Annapolis en bij de 108th Army Reserve Band.
Als componist schrijft hij werken voor verschillende genres zoals theaterwerken, werken voor orkest en harmonieorkest, vocale muziek, kamer- en filmmuziek. Zijn eerst musical Critic werd buiten de Broadway theaters 41 keer uitgevoerd.

## Composities

### Werken voor orkest
- 1984 A Sea Song Suite, voor strijkorkest
- 1985 Concerto Grosso, voor strijkorkest
- 1986 Short Symphony, voor kamerorkest
- 1991 Suite from "Critic", voor orkest
- 1992 Nevada Bagatelles, voor orkest
- 1994 Violin Concerto, voor viool en kamerorkest
- 1996 Kitchen Percussion March, voor keukengerei en orkest
- 1997 Lute Concerto, voor luit en kamerorkest
- 1998 Sussex Celebration, voor orkest
- 1999 Fantasia Adagio, voor orkest
- 2008-2009 Birkat haChamah "Blessing on the Sun", voor orkest

### Werken voor harmonieorkest en brassband
- 1982 Ballad in Blue, voor cornet en harmonieorkest
- 1982 Guacamole, voor harmonieorkest
- 1996 Allegheny Blast, voor brassband
- 1997 Rainbow Chasing Moon - Chinese folksong, voor brassband
- 2003 Symphony for Band “Academy”, voor harmonieorkest
- 2005 Celebration Overture, voor harmonieorkest
- 2006 The Brave and the Bold, voor harmonieorkest
- 2006 Bang!, voor slagwerk solo en harmonieorkest
- 2007 Fair Winds and Following Seas, voor harmonieorkest
- 2007 Fanfare, voor harmonieorkest
- 2010 Unbreakable, voor harmonieorkest
- 2011 Variations on a Neapolitan Theme ('Cicerenella'), voor harmonieorkest

### Theaterwerken

#### Musicals
| Voltooid in | titel                                   | aktes   | première                                | libretto        |
| ----------- | --------------------------------------- | ------- | --------------------------------------- | --------------- |
| [1988       | Critic                                  |         | 1988, New York, Judith Anderson Theater | Jay Michaels    |
| 2001        | Free-the-Music.Com; samen met: Bo Ayars | 2 aktes | 2001 Hollywood, John Raitt Theater      | William Strauss |

#### Toneelmuziek
- 2001 Secrets of Columbine, voor cello en piano

### Werken voor koren
- 1983 Applaud for Us, voor gemengd koor en piano
- 1983 Break of Day, voor mannenkoor
- 1991 Streetcorner Solfeggio, voor mannenkoor - tekst: van de componist

### Vocale muziek
- 1982 Songs of Love, voor sopraan, dwarsfluit, klarinet en cello - tekst: Emily Dickinson
- 1986 Scatterbox, voor zangstem en gemengd koor
- 1986 Two Songs (and an Outburst), voor sopraan, marimba, basklarinet, altsaxofoon - tekst: Robert Hershon
- 1987 Menasherie, voor sopraan en piano - tekst: Ogden Nash
- 1999 6 songs for "Blues Spoken Here", voor zangstem en piano

### Kamermuziek
- 1980 Woodwind Quintet No.1, voor blazerskwintet
- 1984 MNML 1, voor marimba en piano
- 1984 Rondo, voor hobo (of dwarsfluit) en piano
- 1985 MNML 2, voor dwarsfluit, klarinet, basklarinet, trombone en piano
- 1985 Five Duets, voor klarinet en geluidsband
- 1986 Kol Nidre Prelude, voor altviool en cello
- 1989 Woodwind Quintet No.2, voor blazerskwintet
- 1990 Fundamentum, voor vier contrabassen
- 1990 In Flight Diary (Airport Lobsters), voor spreker en tenor, dwarsfluit, klarinet, harp (opt.), piano, viool, cello en contrabas (opt.) - tekst: Ruth Rosenhaus
- 1992 The Ides, voor altsaxofoon en piano
- 1992 Divertimento, voor 11 instrumentalisten
- 1994 Breathless, voor twee klarinetten en fagot
- 1995 Tower Music, voor twee of meer instrumenten
- 1995 Trumpet Sonata, voor trompet en piano
- 1998 Strange Loops - Strijkkwartet nr. 1
- 2000 D'ror Yikra, voor dwarsfluit en piano
- 2001 Phantom Dance, voor dwarsfluit, klarinet, baritonsaxofoon, marimba, xylofoon, piano en contrabas
- 2004 Undercurrents, voor saxofoonkwartet
- 2004 In the Cave of Aeolus, voor dwarsfluitkwartet
- 2010 A Blue Iris, voor trombone en orgel

### Werken voor piano
- 1983 Philharmonic Preludes
- 1984 The Kiss
- 2001 Matilda Variations
- 2002 PRO*JECT
  1. Laura's Dream
  2. Two True Blues
  3. Samba
- 2003 Waltz Rhapsody
- 2007 Piano Attornatus
- 2010 The Apian Way

### Werken voor harp
- 1986 Pastorale
- 1990 Valentine
- 1990 Nocturne
- 1993 Suite (Airs and Dances)
- 2007 For the Gipsy in My Soul, voor vier harpen

### Werken voor slagwerk
- 1985 Mission Music, voor marimba

### Filmmuziek
- 1987 The Fall
- 2001 Ashes

## Publicaties
- samen met Allen Cohen: Writing Musical Theater, Palgrave Macmillan, 2006. 304 p., ISBN 978-1-403-96395-6
- Introduction to Music Publishing and Printing,
- Harmonic Motion in George Perle's Wind Quintet No.4., New York Univ., Dept. of Music and Performing Arts Professions, May, 1995. dissertatie.